# Tetragnatha tuamoaa
Tetragnatha tuamoaa là một loài nhện trong họ Tetragnathidae.
Loài này thuộc chi Tetragnatha. Tetragnatha tuamoaa được miêu tả năm 2003 bởi Gillespie.